# Tercera categoría del fútbol argentino
Se entiende por tercera categoría del fútbol argentino a la que ocupa ese rango en la escala de las competiciones oficiales del mismo. Está dividida en dos ramas:
1. Para los clubes directamente afiliados a la Asociación del Fútbol Argentino, es decir, los de la ciudad de Buenos Aires y el conurbano bonaerense, a los que se agregan algunos clubes de Rosario, La Plata, Santa Fe, Zárate, Campana, Luján, Junín y Cañuelas. En función de la época podría tratarse de:
  - Tercera División: Desde su creación en la temporada 1900 hasta la temporada 1910.
  - Segunda División: Ocupó la tercera categoría desde 1911, cuando se creó la División Intermedia, que se constituyó en la segunda categoría, desplazando a la Segunda División a la tercera, hasta 1926.
  - División Intermedia: Con la fusión de la Asociación Argentina de Football con la Asociación Amateurs, producida a fines de 1926, habían quedado 50 equipos en Primera, por lo que se dispuso intercalar un nuevo concurso de segunda, para reagruparlos: la Primera División-Sección B. Consecuentemente, la División Intermedia ocupó el tercer nivel hasta 1933, cuando el certamen fue eliminado y reemplazado por la antigua Tercera División, donde sus participantes se incorporaron.
  - Primera C: Desde la temporada 1935 hasta 1949, como Tercera División, nombre heredado de la era amateur. A partir de 1950 se recreó el concurso de Segunda División, que pasó a ocupar el tercer nivel de competencia; como consecuencia de ello, la Tercera División fue desplazada a la cuarta categoría. En la temporada 1962 cambió su nombre por el de Primera División C, pero la denominación informal Segunda División de Ascenso se siguió usando hasta 1973. Desde 1974 se la designó por su nombre oficial, y fue hasta la temporada 1986 el tercer nivel de la escala.
  - Primera B: A partir de la temporada 1986/87, con la creación del Nacional B, que la desplazó de la segunda categoría, hasta la actualidad.
2. Para los clubes del interior del país que están indirectamente afiliados a la Asociación del Fútbol Argentino, los cuales están organizados a través del Consejo Federal:
  - Torneo del Interior: Desde su creación en 1986 hasta la temporada 1994-95. No debe confundirse con el Torneo del Interior, que hasta la temporada 2014 fue la quinta categoría del fútbol argentino para estos equipos, y ha sido reemplazado por el Torneo Federal C, a partir de 2015.
  - Torneo Argentino A: Desde su creación en 1995 hasta la temporada 2013-14.
  - Torneo Federal A: Desde su creación en la temporada 2014.

## Equipos directamente afiliados a AFA

### Ediciones

#### Amateurismo
| Tercera División | Tercera División | Tercera División |
| ---------------- | ---------------- | ---------------- |

| Temporada | Campeón                 | Subcampeón                  | Tercero      |
| --------- | ----------------------- | --------------------------- | ------------ |
| 1900      | English High School III | Se desconoce                | Se desconoce |
| 1901      | Alumni III              | Se desconoce                | Se desconoce |
| 1902      | Lomas Juniors           | Colegio Nacional del Sud    | Barracas III |
| 1903      | Estudiantes III         | Lomas Juniors               | América      |
| 1904      | Estudiantes IV          | Alumni III                  | No hubo      |
| 1905      | Alumni II               | Tiro Federal Argentino (SF) | No hubo      |
| 1906      | Gimnasia y Esgrima      | Gath & Chávez II            | No hubo      |
| 1907      | Atlanta                 | Gimnasia y Esgrima II       | No hubo      |
| 1908      | Banfield                | Independiente II            | No hubo      |
| 1909      | Ferro Carril Oeste II   | Se desconoce                | No hubo      |
| 1910      | Instituto Americano II  | Argentino de Quilmes III    | No hubo      |

| Segunda División | Segunda División | Segunda División |
| ---------------- | ---------------- | ---------------- |

| Temporada   | Campeón                     | Subcampeón                          | Tercero                             |
| ----------- | --------------------------- | ----------------------------------- | ----------------------------------- |
| 1911        | Riachuelo II                | Olivos                              | Platense                            |
| 1912 (AAF)  | Banfield                    | Se desconoce                        | Se desconoce                        |
| 1912 (FAF)  | Tigre II                    | Argentino de Vélez Sarsfield        | No hubo                             |
| 1913 (AAF)  | Ferro Carril Oeste III      | Se desconoce                        | Se desconoce                        |
| 1913 (FAF)  | Estudiantes de La Plata III | Se desconoce                        | Se desconoce                        |
| 1914 (AAF)  | San Lorenzo de Almagro      | Germinal                            | Buenos Aires (IM)                   |
| 1914 (FAF)  | Tigre Juniors               | Se desconoce                        | Se desconoce                        |
| 1915        | Martínez                    | Se desconoce                        | Se desconoce                        |
| 1916        | Huracán III                 | San Telmo                           | Eureka                              |
| 1917        | Sp. Palermo                 | Almagro                             | Everton (P) y Victoria              |
| 1918        | San Fernando                | Del Plata                           | Boca Alumni                         |
| 1919 (AAF)  | El Porvenir                 | Urquiza o El Aeroplano              | Urquiza o El Aeroplano              |
| 1919 (AAmF) | Sp. Barracas III            | Se desconoce                        | Se desconoce                        |
| 1920 (AAF)  | Dock Sud                    | Huracán III                         | No hubo                             |
| 1920 (AAmF) | Oriente del Sud             | Racing III                          | No hubo                             |
| 1921 (AAF)  | Huracán III                 | Se desconoce                        | Se desconoce                        |
| 1921 (AAmF) | Villa Crespo                | Rañó                                | América                             |
| 1922 (AAF)  | Se desconoce                | Se desconoce                        | Se desconoce                        |
| 1922 (AAmF) | Nacional (A)                | Se desconoce                        | Se desconoce                        |
| 1923 (AAF)  | Bristol                     | Se desconoce                        | Se desconoce                        |
| 1923 (AAmF) | Acassuso                    | Almagro Central o Independiente III | Almagro Central o Independiente III |
| 1924 (AAF)  | Leandro N. Alem (M)         | Se desconoce                        | Se desconoce                        |
| 1924 (AAmF) | Racing III                  | Platense III                        | Unidos de Colombres                 |
| 1925 (AAF)  | Se desconoce                | Se desconoce                        | Se desconoce                        |
| 1925 (AAmF) | Perla del Plata             | Sp. Palermo                         | No hubo                             |
| 1926 (AAF)  | Libertad                    | Mariano Moreno o Florida            | Mariano Moreno o Florida            |
| 1926 (AAmF) | Racing III                  | Villa Fischer                       | No hubo                             |

| División Intermedia | División Intermedia | División Intermedia |
| ------------------- | ------------------- | ------------------- |

| Temporada   | Campeón                | Subcampeón       | Tercero         |
| ----------- | ---------------------- | ---------------- | --------------- |
| 1927        | Unión (C)              | Liniers          | Perla del Plata |
| 1928        | Acassuso               | Caseros          | Albión          |
| 1929        | Gimnasia y Esgrima (L) | Libertad         | 25 de mayo      |
| 1930        | La Paternal            | Barracas Juniors | 25 de mayo      |
| 1931 (AFAP) | 25 de Mayo             | Albión           | Se desconoce    |
| 1932 (AFAP) | Alsina                 | Se desconoce     | Se desconoce    |

| Tercera División | Tercera División | Tercera División |
| ---------------- | ---------------- | ---------------- |

| Temporada   | Campeón             | Subcampeón         | Tercero |
| ----------- | ------------------- | ------------------ | ------- |
| 1933 (AFAP) | Sportivo Alsina III | Excursionistas III | No hubo |
| 1934 (AAF)  | Excursionistas III  | Almagro III B      | No hubo |

#### Primera C
| Tercera División | Tercera División | Tercera División |
| ---------------- | ---------------- | ---------------- |

| Temporada | Campeón              | Subcampeón           | Tercero           |
| --------- | -------------------- | -------------------- | ----------------- |
| 1935      | Progresista          | 25 de mayo           | Unión de Caseros  |
| 1936      | Sportivo Alsina      | Boulogne             | No hubo           |
| 1937      | Acassuso             | Los Andes            | No hubo           |
| 1938      | Los Andes            | Sportivo Palermo     | Sportivo Alsina   |
| 1939      | Boulogne             | Nueva Chicago        | Sportivo Alsina   |
| 1940      | Nueva Chicago        | Sportivo Alsina      | Central Argentino |
| 1941      | Sportivo Alsina      | J. J. Urquiza        | Liniers           |
| 1942      | Estudiantes (BA)     | Liniers              | Barracas Central  |
| 1943      | El Porvenir          | Sportivo Alsina      | Barracas Central  |
| 1944      | Barracas Central     | Argentino de Quilmes | San Telmo         |
| 1945      | Argentino de Quilmes | Colegiales           | San Telmo         |
| 1946      | All Boys             | Colegiales           | Sportivo Alsina   |
| 1947      | Colegiales           | Barracas Central     | San Telmo         |
| 1948      | Barracas Central     | Acassuso             | J. J. Urquiza     |
| 1949      | San Telmo            | J. J. Urquiza        | Acassuso          |

| Segunda División | Segunda División | Segunda División |
| ---------------- | ---------------- | ---------------- |

| Temporada | Campeón                | Subcampeón             | Tercero                  |
| --------- | ---------------------- | ---------------------- | ------------------------ |
| 1950      | All Boys               | Tiro Federal (R)       | Argentino (R)            |
| 1951      | Tiro Federal (R)       | Central Córdoba (R)    | Argentino (R)            |
| 1952      | Central Córdoba (R)    | Colegiales             | El Porvenir              |
| 1953      | Defensores de Belgrano | Flandria               | San Telmo                |
| 1954      | El Porvenir            | Colegiales             | Flandria                 |
| 1955      | Colegiales             | Tiro Federal (R)       | Argentino (R)            |
| 1956      | San Telmo              | Los Andes              | Tiro Federal (R)         |
| 1957      | Los Andes              | Defensores de Belgrano | Barracas Central         |
| 1958      | Defensores de Belgrano | Argentino de Quilmes   | Almirante Brown          |
| 1959      | Deportivo Morón        | Argentino de Quilmes   | Almirante Brown          |
| 1960      | Deportivo Español      | Almirante Brown        | Defensores de Cambaceres |
| 1961      | San Telmo              | Colón                  | Talleres (RdE)           |

| Primera División C | Primera División C | Primera División C | Primera División C |
| ------------------ | ------------------ | ------------------ | ------------------ |

| Temporada | Campeón                | Subcampeón               | Tercero                |
| --------- | ---------------------- | ------------------------ | ---------------------- |
| 1962      | Sportivo Italiano      | Villa Dálmine            | Defensores de Belgrano |
| 1963      | Villa Dálmine          | All Boys                 | Almagro                |
| 1964      | Arsenal                | Defensores de Cambaceres | Almirante Brown        |
| 1965      | Almirante Brown        | Estudiantes (BA)         | Fénix                  |
| 1966      | Estudiantes (BA)       | General Mitre            | Liniers                |
| 1967      | No hubo                | No hubo                  | No hubo                |
| 1968      | Comunicaciones         | J. J. Urquiza            | No hubo                |
| 1969      | Comunicaciones         | Central Córdoba (R)      | Talleres (RdE)         |
| 1970      | Talleres (RdE)         | Argentino de Quilmes     | Sarmiento (J)          |
| 1971      | Almagro                | Tigre                    | Argentino (R)          |
| 1972      | Defensores de Belgrano | Flandria                 | Sarmiento (J)          |
| 1973      | Central Córdoba (R)    | Dock Sud                 | Excursionistas         |
| 1974      | Sportivo Italiano      | Sarmiento (J)            | Villa Dálmine          |
| 1975      | Villa Dálmine          | El Porvenir              | Argentino de Quilmes   |
| 1976      | Deportivo Armenio      | Argentino de Quilmes     | Excursionistas         |
| 1977      | Sarmiento (J)          | Deportivo Español        | Deportivo Riestra      |
| 1978      | Talleres (RdE)         | Deportivo Morón          | Deportivo Español      |
| 1979      | Deportivo Español      | Deportivo Morón          | Lanús                  |
| 1980      | Deportivo Morón        | Central Córdoba (R)      | Lanús                  |
| 1981      | Lanús                  | Chacarita Juniors        | San Telmo              |
| 1982      | Villa Dálmine          | Defensores Unidos        | San Telmo              |
| 1983      | Argentino (R)          | Almagro                  | Talleres (RdE)         |
| 1984      | San Miguel             | Almagro                  | Colegiales             |
| 1985      | Defensa y Justicia     | Tristán Suárez           | Excursionistas         |
| 1986      | No hubo                | No hubo                  | No hubo                |

#### Primera B
En 1985 se dispuso una nueva reorganización del fútbol argentino, que incluyó la disputa de las temporadas con el sistema europeo y la incorporación de una nueva segunda categoría, llamada Campeonato Nacional B, que estableció la inclusión regular en el sistema de ascensos y descensos para los clubes del interior que están indirectamente afiliados a la AFA. Consecuentemente la Primera B pasó a ser la tercera categoría de la pirámide para los directamente afiliados. 
| Torneos largos | Torneos largos | Torneos largos | Torneos largos |
| -------------- | -------------- | -------------- | -------------- |

| Temporada | Campeón             | Subcampeón      | Tercero             |
| --------- | ------------------- | --------------- | ------------------- |
| 1986-87   | Quilmes             | Almirante Brown | Estudiantes (BA)    |
| 1987-88   | Talleres (RdE)      | Almagro         | Nueva Chicago       |
| 1988-89   | Villa Dálmine       | Argentino (R)   | Central Córdoba (R) |
| 1989-90   | Deportivo Morón     | Atlanta         | All Boys            |
| 1990-91   | Central Córdoba (R) | Almagro         | Nueva Chicago       |
| 1991-92   | Ituzaingó           | Los Andes       | Sarmiento (J)       |
| 1992-93   | All Boys            | Sarmiento (J)   | Chacarita Juniors   |

| Torneos Apertura y Clausura | Torneos Apertura y Clausura | Torneos Apertura y Clausura | Torneos Apertura y Clausura | Torneos Apertura y Clausura |
| --------------------------- | --------------------------- | --------------------------- | --------------------------- | --------------------------- |

| Temporada | Campeón            | Subcampeón             | Tercero          |
| --------- | ------------------ | ---------------------- | ---------------- |
| 1993-94   | Chacarita Juniors  | Tigre                  | Atlanta          |
| 1994-95   | Atlanta            | Dock Sud               | Sarmiento (J)    |
| 1995-96   | Sportivo Italiano  | Almagro                | Estudiantes (BA) |
| 1996-97   | Defensa y Justicia | Tristán Suárez         | San Miguel       |
| 1997-98   | El Porvenir        | Deportivo Armenio      | Argentino (R)    |
| 1998-99   | Argentino (R)      | Defensores de Belgrano | Tristán Suárez   |

| Torneos largos | Torneos largos | Torneos largos | Torneos largos | Torneos largos |
| -------------- | -------------- | -------------- | -------------- | -------------- |

| Temporada | Campeón                | Subcampeón         | Tercero |
| --------- | ---------------------- | ------------------ | ------- |
| 1999-00   | Estudiantes (BA)       | Sarmiento (J)      | No hubo |
| 2000-01   | Defensores de Belgrano | Temperley          | No hubo |
| 2001-02   | Deportivo Español      | Ferro Carril Oeste | No hubo |

| Torneos Apertura y Clausura | Torneos Apertura y Clausura | Torneos Apertura y Clausura | Torneos Apertura y Clausura | Torneos Apertura y Clausura |
| --------------------------- | --------------------------- | --------------------------- | --------------------------- | --------------------------- |

| Temporada | Campeón            | Subcampeón       | Tercero        |
| --------- | ------------------ | ---------------- | -------------- |
| 2002-03   | Ferro Carril Oeste | Almirante Brown  | Platense       |
| 2003-04   | Sarmiento (J)      | Atlanta          | Tristán Suárez |
| 2004-05   | Tigre              | Platense         | Atlanta        |
| 2005-06   | Platense           | Sarmiento (J)    | Temperley      |
| 2006-07   | Almirante Brown    | Estudiantes (BA) | Tristán Suárez |

| Torneos largos | Torneos largos | Torneos largos | Torneos largos | Torneos largos |
| -------------- | -------------- | -------------- | -------------- | -------------- |

| Temporada | Campeón           | Subcampeón       | Tercero                |
| --------- | ----------------- | ---------------- | ---------------------- |
| 2007-08   | All Boys          | Deportivo Morón  | Sportivo Italiano      |
| 2008-09   | Sportivo Italiano | Nueva Chicago    | Sarmiento (J)          |
| 2009-10   | Almirante Brown   | Sarmiento (J)    | Tristán Suárez         |
| 2010-11   | Atlanta           | Estudiantes (BA) | Defensores de Belgrano |
| 2011-12   | Sarmiento (J)     | Colegiales       | Estudiantes (BA)       |
| 2012-13   | Villa San Carlos  | Platense         | Atlanta                |
| 2013-14   | Nueva Chicago     | Temperley        | Atlanta                |

| Torneo de transición | Torneo de transición | Torneo de transición |
| -------------------- | -------------------- | -------------------- |

| Temporada | Campeón | Subcampeón | Tercero |
| --------- | ------- | ---------- | ------- |
| 2014      | No hubo | No hubo    | No hubo |

| Torneo largo | Torneo largo | Torneo largo | Torneo largo |
| ------------ | ------------ | ------------ | ------------ |

| Temporada | Campeón   | Subcampeón       | Tercero                |
| --------- | --------- | ---------------- | ---------------------- |
| 2015      | Brown (A) | Estudiantes (BA) | Defensores de Belgrano |

| Torneo de transición | Torneo de transición | Torneo de transición | Torneo de transición |
| -------------------- | -------------------- | -------------------- | -------------------- |

| Temporada | Campeón  | Subcampeón | Tercero    |
| --------- | -------- | ---------- | ---------- |
| 2016      | Flandria | Atlanta    | Colegiales |

| Torneos largos | Torneos largos | Torneos largos | Torneos largos |
| -------------- | -------------- | -------------- | -------------- |

| Temporada | Campeón          | Subcampeón        | Tercero          |
| --------- | ---------------- | ----------------- | ---------------- |
| 2016-17   | Deportivo Morón  | Deportivo Riestra | Atlanta          |
| 2017-18   | Platense         | Estudiantes (BA)  | Acasusso         |
| 2018-19   | Barracas Central | Atlanta           | Estudiantes (BA) |

| Torneos Apertura y Clausura | Torneos Apertura y Clausura | Torneos Apertura y Clausura |
| --------------------------- | --------------------------- | --------------------------- |

| Temporada | Campeón                  | Subcampeón               | Tercero                  |
| --------- | ------------------------ | ------------------------ | ------------------------ |
| 2019-20   | Cancelado sin definición | Cancelado sin definición | Cancelado sin definición |

| Torneo de transición | Torneo de transición | Torneo de transición |
| -------------------- | -------------------- | -------------------- |

| Temporada | Campeón         | Subcampeón | Tercero |
| --------- | --------------- | ---------- | ------- |
| 2020      | Almirante Brown | No hubo    | No hubo |

| Torneos Apertura y Clausura | Torneos Apertura y Clausura | Torneos Apertura y Clausura |
| --------------------------- | --------------------------- | --------------------------- |

| Temporada | Campeón           | Subcampeón           | Tercero           |
| --------- | ----------------- | -------------------- | ----------------- |
| 2021      | Flandria          | Colegiales           | Sacachispas       |
| 2022      | Defensores Unidos | Villa San Carlos     | No hubo           |
| 2023      | Talleres (RdE)    | San Miguel           | Argentino (Q)     |
| 2024      | Colegiales        | Argentino de Quilmes | Deportivo Armenio |

## Equipos indirectamente afiliados a AFA

### Ediciones

#### Torneo del Interior
El torneo clasificaba a sus doce ganadores, junto a cuatro equipos de la Primera B, a los dos Torneos Zonales: Noroeste y Sureste, los que, a su vez, otorgaban una plaza al Nacional B. No obstante, la primera edición del Torneo del Interior clasificó a los trece ganadores directamente a dicho certamen, y las dos últimas establecieron a un único campeón que logró el ascenso directo al mismo, sin que se jugaran los zonales con los equipos de Primera B. 
| Torneos de 12 ganadores | Torneos de 12 ganadores | Torneos de 12 ganadores |
| ----------------------- | ----------------------- | ----------------------- |

| Temporada | Ganadores |
| --------- | --- |
| 1986      | Belgrano \| Central Córdoba (SdE) \| Central Norte \| Chaco For Ever \| Cipolletti \| Atlético Concepción \| Deportivo Maipú \| Deportivo Mandiyú \| Douglas Haig \| Ferro (GP) \| Gimnasia y Esgrima (J) \| Guaraní Antonio Franco \| Unión (VK) |
| 1986-87   | Atlético Tucumán \| San Martín (T) \| Sarmiento (R) \| Independiente Rivadavia \| Gimnasia y Esgrima (M) \| Atlético Sauce \| Estudiantes (RC) \| Argentino Oeste \| Grupo Universitario \| Colegiales (VM) \| Racing Club (T) \| Deportivo Roca  |
| 1987-88   | San Martín (T) \| Belgrano (P) \| Sarmiento (L) \| Güemes (SdE) \| Sarmiento (R) \| Talleres (P) \| Estación Quequén \| San Martín (M) \| Atl. Argentino (M) \| Argentinos del Sur \| Sol de mayo \| Olimpo                                       |
| 1988-89   | Atlético Rafaela \| Atlético Ledesma \| Juventud Antoniana \| Sarmiento (C) \| Estudiantes (RC) \| Guaraní Antonio Franco \| Olimpo \| Deportivo Norte \| Deportivo Palazzo \| Gaiman FC \| Alianza Futbolística \| Juventud Alianza              |
| 1989-90   | 9 de julio (R) \| Mitre (SdE) \| Gimnasia y Tiro (S) \| Gimnasia y Esgrima (J) \| Sarmiento (C) \| San Martín (F) \| Fernández Oro \| Bancruz \| Argentino Oeste \| San Martín (SJ) \| Estudiantes (SL) \| Aldosivi                               |
| 1990-91   | Gimnasia y Esgrima (J) \| Sarmiento (C) \| Gimnasia y Esgrima (CdU) \| Sportivo Guzmán \| Estudiantes (RC) \| Deportivo Galaxia \| San Martín (SJ) \| Gimnasia y Esgrima (M) \| Alvarado \| Olimpo \| All Boys (SR) \| Petroquimica               |
| 1991-92   | Gimnasia y Tiro (S) \| 9 de julio (R) \| San Lorenzo (F) \| Unión Santiago \| Gimnasia y Esgrima (J) \| Central Río Segundo \| Belgrano (SN) \| Alvarado \| Huracán (SR) \| Huracán (SL) \| Cipolletti \| Huracán (CR)                            |
| 1992-93   | Gimnasia y Esgrima (J) \| Guaraní Antonio Franco \| Concepción FC \| Wanderer's (C) \| Unión Santiago \| San Martín (EB) \| Argentino Oeste \| Mercedes \| Ferro (GP) \| San Martín (SJ) \| Desamparados \| Germinal                              |

| Torneos de único campeón | Torneos de único campeón | Torneos de único campeón |
| ------------------------ | ------------------------ | ------------------------ |

| Temporada | Campeón                  | Subcampeón             |
| --------- | ------------------------ | ---------------------- |
| 1993-94   | Godoy Cruz Antonio Tomba | Guaraní Antonio Franco |
| 1994-95   | San Martín (SJ)          | Cipolletti             |

#### Torneo Argentino A
| Torneos largos | Torneos largos | Torneos largos |
| -------------- | -------------- | -------------- |

| Temporada | Campeón/Ganadores                           | Subcampeón          |
| --------- | ------------------------------------------- | ------------------- |
| 1995-96   | Juventud Antoniana                          | Cipolletti          |
| 1996-97   | Almirante Brown (A) San Martín (M)          | No hubo             |
| 1997-98   | Gimnasia y Esgrima (CdU) Juventud Antoniana | No hubo             |
| 1998-99   | Independiente Rivadavia Racing (C)          | No hubo             |
| 1999-00   | General Paz Juniors                         | Huracán (TA)        |
| 2000-01   | Huracán (TA)                                | Gimnasia y Tiro (S) |
| 2001-02   | CAI                                         | Ñuñorco (T)         |

| Torneos Apertura y Clausura | Torneos Apertura y Clausura | Torneos Apertura y Clausura |
| --------------------------- | --------------------------- | --------------------------- |

| Temporada | Campeón                 | Subcampeón       |
| --------- | ----------------------- | ---------------- |
| 2002-03   | Tiro Federal (R)        | Racing (C)       |
| 2003-04   | Racing (C)              | Atlético Tucumán |
| 2004-05   | Ben Hur                 | Aldosivi         |
| 2005-06   | Villa Mitre             | San Martín (T)   |
| 2006-07   | Independiente Rivadavia | Guillermo Brown  |

| Torneos largos | Torneos largos | Torneos largos |
| -------------- | -------------- | -------------- |

| Temporada | Campeón           | Subcampeón        |
| --------- | ----------------- | ----------------- |
| 2007-08   | Atlético Tucumán  | Racing (C)        |
| 2008-09   | Boca Unidos       | Patronato         |
| 2009-10   | Patronato         | Ramón Santamarina |
| 2010-11   | Guillermo Brown   | Central Norte     |
| 2011-12   | Douglas Haig      | Sportivo Belgrano |
| 2012-13   | Talleres (C)      | Sportivo Belgrano |
| 2013-14   | Ramón Santamarina | CAI               |

#### Torneo Federal A
| Torneo de Transición | Torneo de Transición | Torneo de Transición |
| -------------------- | -------------------- | -------------------- |

| Temporada | Ganadores |
| --------- | --- |
| 2014      | Guillermo Brown Sp. Estudiantes (SL) Central Córdoba (SdE) Juventud Unida (G) Unión (MdP) Atlético Paraná Gimnasia y Esgrima (M) |

| Torneos largos | Torneos largos | Torneos largos |
| -------------- | -------------- | -------------- |

| Temporada | Campeón                  | Subcampeón               |
| --------- | ------------------------ | ------------------------ |
| 2015      | Talleres (C)             | No hubo                  |
| 2016      | San Martín (T)           | Unión Aconquija          |
| 2016-17   | Agropecuario             | No hubo                  |
| 2017-18   | Central Córdoba (SdE)    | No hubo                  |
| 2018-19   | Estudiantes (RC)         | No hubo                  |
| 2019-20   | Cancelado sin definición | Cancelado sin definición |
| 2020      | Güemes (SdE)             | Villa Mitre              |
| 2021      | Deportivo Madryn         | Racing (C)               |
| 2022      | Racing (C)               | Villa Mitre              |
| 2023      | Gimnasia y Tiro (S)      | Douglas Haig             |
| 2024      | Central Norte            | Sarmiento (LB)           |

## Movilidad interdivisional

### Con la segunda categoría
| Temporada | Descendidos de la Primera División Sección-B | Ascendidos de la División Intermedia |
| --------- | -------------------------------------------- | --- |
| 1927      | No hubo                                      | Unión (C) Gutenberg San Telmo |
| 1928      | No hubo                                      | Acassuso |
| 1929      | No hubo                                      | Gimnasia y Esgrima (L) |
| 1930      | No hubo                                      | La Paternal |
| 1931      | No hubo                                      | 25 de Mayo Albión |
| 1932      | Alvear Nacional (A)                          | Ramsar Bella Vista San Miguel Defensores de Santos Lugares Liniers Porteño de Morón Florida Central Argentino Olivos Martínez Villa Ballester Boulogne Marplatense Estrella Blanca Lomas Los Andes Huracán (Lanús) |

| Temporada | Descendidos de la Segunda División | Ascendidos de la Tercera División |
| --------- | --- | --------------------------------- |
| 1933      | Unión (Caseros) San Fernando Albión | El Progreso Huracán de San Justo  |
| 1934      | No hubo | No hubo                           |
| 1935      | 25 de mayo Bella Vista Boulogne Central Argentino Defensores de Santos Lugares Huracán de San Justo Estrella Blanca Liniers Marplatense Olivos Progresista Sportivo Florida | No hubo                           |
| 1936      | No hubo | Sportivo Alsina (Campeón)         |
| 1937      | No hubo | Los Andes (Campeón)               |
| 1938      | Acassuso (Campeón) | No hubo                           |
| 1939      | Nueva Chicago Sportivo Barracas Sportivo Alsina | Boulougne (Campeón)               |
| 1940      | Sportivo Buenos Aires | Nueva Chicago (Campeón)           |
| 1941      | Boulogne Estudiantes | Sportivo Alsina (Campeón)         |
| 1942      | Argentino de Quilmes Barracas Central Los Andes | Estudiantes (BA) (Campeón)        |
| 1943      | El Porvenir Sportivo Alsina | El Porvenir (Campeón)             |
| 1944      | Argentino de Quilmes | Barracas Central (Campeón)        |
| 1945      | Colegiales | Argentino de Quilmes (Campeón)    |
| 1946      | All Boys | All Boys (Campeón)                |
| 1947      | Acassuso Barracas Central | Colegiales (Campeón)              |
| 1948      | Argentino de Quilmes Dock Sud | Barracas Central (Campeón)        |

| Temporada | Descendidos de la Primera División B | Ascendidos de la Tercera División                                                |
| --------- | ------------------------------------ | -------------------------------------------------------------------------------- |
| 1949      | No hubo                              | All Boys (Campeón) Defensores de Belgrano (Promovido) Excursionistas (Promovido) |

| Temporada | Descendidos de la Primera División B | Ascendidos de la Segunda División |
| --------- | --- | --------------------------------- |
| 1950      | All Boys Argentino de Rosario Barracas Central Central Córdoba Colegiales Defensores de Belgrano Estudiantes Excursionistas Tiro Federal | No hubo                           |
| 1951      | No hubo | Tiro Federal (Campeón)            |
| 1952      | El Porvenir | Central Córdoba (Campeón)         |
| 1953      | Defensores de Belgrano | Defensores de Belgrano (Campeón)  |
| 1954      | Tiro Federal | El Porvenir (Campeón)             |
| 1955      | Los Andes | Colegiales (Campeón)              |
| 1956      | Defensores de Belgrano | San Telmo (Campeón)               |
| 1957      | Colegiales | Los Andes (Campeón)               |
| 1958      | Argentino de Quilmes | Defensores de Belgrano (Campeón)  |
| 1959      | San Telmo | Deportivo Morón (Campeón)         |
| 1960      | Colón | Deportivo Español (Campeón)       |
| 1961      | Talleres de Remedios de Escalada | San Telmo (Campeón)               |

| Temporada | Descendidos de la Primera División B                                                                                  | Ascendidos de la Primera División C |
| --------- | --- | --- |
| 1962      | Defensores de Belgrano El Porvenir                                                                                    | Sportivo Italiano (Campeón) |
| 1963      | All Boys Almagro Excursionistas                                                                                       | Villa Dálmine(Campeón) All Boys (Reestructuración) Almagro (Reestructuración) Argentino de Quilmes (Reestructuración) Colón (Reestructuración) Defensores de Belgrano (Reestructuración) El Porvenir (Reestructuración) Excursionistas (Reestructuración) Talleres de Remedios de Escalada (Reestructuración) |
| 1964      | No hubo | Arsenal (Campeón) |
| 1965      | No hubo | Almirante Brown (Campeón) |
| 1966      | No hubo | Estudiantes (Campeón) |
| 1967      | No hubo | Liniers (Reclasificatorio) |
| 1968      | Central Córdoba (Reclasificatorio) El Porvenir (Reclasificatorio) Talleres de Remedios de Escalada (Reclasificatorio) | El Porvenir (Reclasificatorio) |
| 1969      | Sportivo Italiano (Reclasificatorio) Sarmiento (Reclasificatorio) Villa Dálmine (Reclasificatorio)                    | Comunicaciones (Reclasificatorio) |
| 1970      | Argentino de Quilmes (Reclasificatorio) Dock Sud (Reclasificatorio) El Porvenir (Reclasificatorio)                    | Talleres de Remedios de Escalada (Campeón) |
| 1971      | Almagro (Reclasificatorio) Liniers (Reclasificatorio) Tigre (Reclasificatorio)                                        | Almagro (Campeón) Tigre (Subcampeón) |
| 1972      | Defensores de Belgrano                                                                                                | Defensores de Belgrano (Campeón) Flandria (Subcampeón) |
| 1973      | Deportivo Español Excursionistas                                                                                      | Central Córdoba (Campeón) Dock Sud (Subcampeón) |
| 1974      | No hubo | Sportivo Italiano (Campeón) Sarmiento (J) (Subcampeón) |
| 1975      | No hubo | Villa Dálmine (Campeón) El Porvenir (Subcampeón) |
| 1976      | No hubo | Deportivo Armenio (Campeón) Argentino de Quilmes (Subcampeón) |
| 1977      | Dock Sud Sarmiento | Sarmiento (J) (Campeón) |
| 1978      | Central Córdoba Comunicaciones Deportivo Morón Talleres de Remedios de Escalada                                       | Talleres de Remedios de Escalada (Campeón) |
| 1979      | Lanús San Telmo | Deportivo Español (Campeón) |
| 1980      | Flandria | Deportivo Morón (Campeón) |
| 1981      | Chacarita Juniors | Lanús (Campeón) Chacarita Juniors (Subcampeón) |
| 1982      | Almagro Villa Dálmine                                                                                                 | Villa Dálmine (Campeón) Central Córdoba (Subcampeón) |
| 1983      | Argentino de Quilmes Talleres de Remedios de Escalada                                                                 | Argentino de Rosario (Campeón) Talleres de Remedios de Escalada (Subcampeón) |
| 1984      | Central Córdoba Villa Dálmine                                                                                         | San Miguel (Campeón) Villa Dálmine (Subcampeón) |
| 1985      | Arsenal Deportivo Armenio                                                                                             | Defensa y Justicia (Campeón) Deportivo Armenio (Subcampeón) |
| 1986      | Talleres de Remedios de Escalada Sarmiento (J)                                                                        | No hubo |

#### B Nacional
A partir de la temporada 1986/87 se incorporan a la segunda división los clubes del interior del país que están indirectamente afiliados a la AFA con un sistema de ascensos y descensos que se bifurca de los equipos directamente afiliados a partir de la tercera división.
| Temporada       | Descendidos del Nacional B a la Primera B | Ascendidos de la Primera C                                  | Descendidos del Nacional B al Torneo del Interior | Ascendidos del Torneo del Interior |
| --------------- | ----------------------------------------- | ----------------------------------------------------------- | ------------------------------------------------- | --- |
| PC 1986 TI 1986 | No existía el torneo                      | Defensa y Justicia (Campeón) Deportivo Armenio (Subcampeón) | No existía el torneo                              | Atlético Concepción Belgrano Central Córdoba (SdE) Central Norte Chaco For Ever Cipolletti Deportivo Maipú Deportivo Mandiyú Douglas Haig Ferro (GP) Gimnasia y Esgrima (J) Guaraní Antonio Franco Unión (VK) |

| Temporada             | Descendidos del Nacional B a la Primera B | Ascendidos de la Primera B                                                   | Descendidos del Nacional B al Torneo del Interior        | Ascendidos del Torneo del Interior                          |
| --------------------- | ----------------------------------------- | ---------------------------------------------------------------------------- | -------------------------------------------------------- | ----------------------------------------------------------- |
| PB 1986/87 TI 1986/87 | No existía el torneo                      | Quilmes (Campeón) Almirante Brown (Zonal Sureste)                            | No existía el torneo                                     | Atlético Tucumán (Zonal Noroeste)                           |
| PB 1987/88 TI 1987/88 | No hubo                                   | Talleres (RdE) (Campeón)                                                     | Unión (VK) Central Norte Atlético Concepción             | Estación Quequén (Zonal Sureste)                            |
| PB 1988/89 TI 1988/89 | No hubo                                   | Villa Dálmine (Campeón)                                                      | Guaraní Antonio Franco Ferro (GP) Gimnasia y Esgrima (J) | Olimpo (Zonal Sureste) Atlético de Rafaela (Zonal Noroeste) |
| PB 1989/90 TI 1989/90 | Chacarita Juniors Temperley               | Deportivo Morón (Campeón) Atlanta (Zonal Sureste) Laferrere (Zonal Noroeste) | Estación Quequén                                         | No hubo                                                     |
| PB 1990/91 TI 1990/91 | Los Andes Deportivo Armenio               | Central Córdoba (R) (Campeón) Nueva Chicago (Zonal Noroeste)                 | Olimpo                                                   | San Martín (SJ) (Zonal Sureste)                             |
| PB 1991/92 TI 1991/92 | Tigre Atlanta                             | Ituzaingó (Campeón) Arsenal (Zonal Sureste)                                  | Cipolletti                                               | Gimnasia y Tiro (S) (Zonal Noroeste)                        |
| PB 1992/93 TI 1992/93 | No hubo                                   | All Boys (Campeón) Sarmiento (Zonal Sureste)                                 | Deportivo Maipú San Martín (SJ) Central Córdoba (SdE)    | Gimnasia y Esgrima (J) (Zonal Noroeste)                     |
| PB 1993/94 TI 1993/94 | Villa Dálmine Defensa y Justicia          | Chacarita Juniors (Campeón) Los Andes (Reducido)                             | Racing (C)                                               | Godoy Cruz (Campeón)                                        |
| PB 1994/95 TI 1994/95 | Ituzaingó Sarmiento                       | Atlanta (Campeón) Tigre (Reducido)                                           | Chaco For Ever                                           | San Martín (SJ) (Campeón)                                   |

| Temporada             | Descendidos de la B Nacional a la Primera B               | Ascendidos de la Primera B | Descendidos de la B Nacional al Argentino A                     | Ascendidos del Argentino A |
| --------------------- | --------------------------------------------------------- | --- | --------------------------------------------------------------- | --- |
| PB 1995/96 AA 1995/96 | Talleres (RdE) Sportivo Italiano Laferrere                | Sportivo Italiano (Campeón) Estudiantes (BA) (Reducido) Almagro (Reclasificatorio) Sarmiento (Reclasificatorio) Temperley (Reclasificatorio) | No hubo                                                         | Juventud Antoniana (Campeón) Cipolletti (Subcampeón) Aldosivi (Reclasificatorio) Chaco For Ever (Reclasificatorio) Gimnasia y Esgrima (CdU) (Reclasificatorio) Olimpo (Reclasificatorio) |
| PB 1996/97 AA 1996/97 | Tigre                                                     | Defensa y Justicia (Campeón) San Miguel (Reducido)                                                                                           | No hubo                                                         | Almirante Brown (A) (Ganador G1) San Martín (M) (Ganador G2) |
| PB 1997/98 AA 1997/98 | Sarmiento Temperley                                       | El Porvenir (Campeón) Tigre (Reducido) | Juventud Antoniana Gimnasia y Esgrima (CdU)                     | Gimnasia y Esgrima (CdU) (Ganador G1) Juventud Antoniana (Ganador G2) |
| PB 1998/99 AA 1998/99 | Almirante Brown Sportivo Italiano                         | Argentino (R) (Campeón) Temperley (Reducido)                                                                                                 | Chaco For Ever                                                  | Independiente Rivadavia (Ganador GA) Racing (C) (Ganador GB) Villa Mitre (Reclasificatorio)                                                                                              |
| PB 1999/00 AA 1999/00 | Atlanta Estudiantes (BA)                                  | Estudiantes (BA) (Campeón) | Douglas Haig Huracán Corrientes                                 | General Paz Juniors (Campeón) |
| PB 2000/01 AA 2000/01 | Deportivo Español Deportivo Morón Argentino (R) Temperley | Defensores de Belgrano (Campeón) | Gimnasia y Tiro (S) Aldosivi                                    | Huracán (TA) (Campeón) |
| PB 2001/02 AA 2001/02 | San Miguel All Boys Estudiantes (BA) Ferro                | Deportivo Español (Campeón) | San Martín (T) General Paz Juniors Cipolletti                   | CAI (Campeón) |
| PB 2002/03 AA 2002/03 | Tigre Central Córdoba (R) Platense                        | Ferro (Campeón) | Villa Mitre Racing (C) Independiente Rivadavia Atlético Tucumán | Tiro Federal (R) (Campeón) |
| PB 2003/04 AA 2003/04 | Deportivo Español                                         | Sarmiento (Campeón) | Almirante Brown (A)                                             | Racing (C) (Campeón) |
| PB 2004/05 AA 2004/05 | Los Andes                                                 | Tigre (Campeón) | Gimnasia y Esgrima (CdU)                                        | Ben Hur (Campeón) Aldosivi (Promoción) |
| PB 2005/06 AA 2005/06 | Defensores de Belgrano Sarmiento                          | Platense (Campeón) | Racing (C) (Promoción)                                          | Villa Mitre (Campeón) San Martín (T) (Promoción) |
| PB 2006/07 AA 2006/07 | El Porvenir                                               | Almirante Brown (Campeón) | Juventud Antoniana San Martín (M) (Promoción)                   | Independiente Rivadavia (Campeón) |
| PB 2007/08 AA 2007/08 | No hubo                                                   | All Boys (Campeón) Los Andes | Villa Mitre Huracán (TA)                                        | Atlético Tucumán (Campeón) |
| PB 2008/09 AA 2008/09 | Almirante Brown Nueva Chicago (Promoción)                 | Sportivo Italiano (Campeón) Deportivo Merlo (Promoción)                                                                                      | Ben Hur                                                         | Boca Unidos (Campeón) |
| PB 2009/10 AA 2009/10 | Almagro Los Andes (Promoción)                             | Almirante Brown (Campeón) | Talleres (C)                                                    | Patronato (Campeón) |
| PB 2010/11 AA 2010/11 | Sportivo Italiano Platense                                | Atlanta (Campeón) | No hubo                                                         | Guillermo Brown (Campeón) Desamparados (Promoción) |
| PB 2011/12 AA 2011/12 | No hubo                                                   | Sarmiento (Campeón) Nueva Chicago (Promoción)                                                                                                | Tiro Federal (R) CAI San Martín (T) (Promoción)                 | Douglas Haig (Campeón) Crucero del Norte (Promoción) |
| PB 2012/13 AA 2012/13 | Atlanta Chacarita Juniors (Promoción)                     | Villa San Carlos (Campeón) Brown (Reducido)                                                                                                  | Desamparados Guillermo Brown (Promoción)                        | Talleres (C) (Campeón) Sportivo Belgrano (2.º Ascenso) |
| PB 2013/14 AA 2013/14 | Deportivo Merlo Nueva Chicago                             | Nueva Chicago (Campeón) Temperley (Reducido)                                                                                                 | No hubo                                                         | Ramón Santamarina (Campeón) Guaraní Antonio Franco (2.º Ascenso) |

| Temporada             | Descendidos de la B Nacional a la Primera B | Ascendidos de la Primera B | Descendidos de la B Nacional al Federal A                                   | Ascendidos del Federal A |
| --------------------- | ------------------------------------------- | --- | --------------------------------------------------------------------------- | --- |
| PB 2014 FA 2014       | Almirante Brown Brown Villa San Carlos      | Chacarita Juniors (Ganador Z. A) Los Andes (Ganador Z. B) Villa Dálmine (Reducido)                                               | Talleres (C)                                                                | Guillermo Brown (Ganador Z. 1) Sp. Estudiantes (SL) (Ganador Z. 2) Central Córdoba (SdE) (Ganador Z. 3) Juventud Unida (G) (Ganador Z. 4) Unión (MdP) (Ganador Z. 5) Atlético Paraná (Reducido) Gimnasia y Esgrima (M) (Reducido) |
| PB 2015 FA 2015       | No hubo                                     | Brown (A) (Campeón) Almagro (Reducido)                                                                                           | No hubo                                                                     | Talleres (C) (Campeón) Juventud Unida Universitario (Reducido) |
| PB 2016 FA 2016       | No hubo                                     | Flandria (Campeón) | Gimnasia y Esgrima (M) Guaraní Antonio Franco Sportivo Belgrano Unión (MdP) | San Martín (T) (Campeón) |
| PB 2016-17 FA 2016-17 | No hubo                                     | Deportivo Morón (Campeón) Deportivo Riestra (Reducido)                                                                           | Juventud Unida Universitario                                                | Agropecuario (Campeón) Mitre (SdE) (Reducido) |
| PB 2017-18 FA 2017-18 | No hubo                                     | Platense (Campeón) Defensores de Belgrano (Reducido)                                                                             | Central Córdoba (SdE) Douglas Haig Crucero del Norte Atlético Paraná        | Central Córdoba (SdE) (Campeón) Gimnasia y Esgrima (M) (Reducido) |
| PB 2018-19 FA 2018-19 | All Boys Deportivo Riestra Flandria         | Barracas Central (Campeón) Atlanta (Subcampeón) Estudiantes (BA) (3.º puesto) Deportivo Riestra (4.º puesto) All Boys (Reducido) | Boca Unidos Juventud Unida (G) Sportivo Estudiantes (SL)                    | Estudiantes (RC) (Campeón) Alvarado (Reducido) |
| PB 2019-20 FA 2019-20 | Los Andes                                   | No hubo | Olimpo                                                                      | No hubo |
| PB 2020 FA 2020       | No hubo                                     | Almirante Brown (Campeón) Tristán Suárez (Reducido) San Telmo (PB Vs. FA)                                                        | No hubo                                                                     | Güemes (SdE) (Campeón) Deportivo Maipú (Reducido) |
| PB 2021 FA 2021       | No hubo                                     | Flandria (Campeón) Sacachispas (Reducido)                                                                                        | No hubo                                                                     | Deportivo Madryn (Campeón) Chaco For Ever (Reducido) |
| PB 2022 FA 2022       | No hubo                                     | Defensores Unidos (Campeón) | No hubo                                                                     | Racing (C) (Campeón) |
| PB 2023 FA 2023       | Sacachispas                                 | Talleres (RdE) (Campeón) San Miguel (PB Vs. FA)                                                                                  | Santamarina                                                                 | Gimnasia y Tiro (S) (Campeón) |
| PB 2024 FA 2024       | Villa Dálmine Flandria                      | Colegiales (Campeón) Los Andes (PB Vs. FA)                                                                                       | No hubo                                                                     | Central Norte (Campeón) |
| PB 2025 FA 2025       | Brown (A)                                   | | Guillermo Brown Atlético de Rafaela                                         | |

### Con la cuarta categoría
Dada la escasa información de los movimientos divisionales con la cuarta categoría en el amateurismo, solo se desarrollan los ocurridos durante la era profesional.
| Temporada | Ascendidos de la cuarta categoría | Descendidos de la Tercera División |
| --------- | --------------------------------- | --- |
| 1949      | No Hubo                           | Justo José de Urquiza Acassuso Brown (A) Deportivo Riestra Flandria Juventud de Bernal Liniers Central Argentino Sportivo Palermo Huracán de San Justo |

| Temporada | Ascendidos de la Tercera de Ascenso                                                                               | Descendidos de la Segunda de Ascenso                                                                                     |
| --------- | --- | --- |
| 1950      | No Hubo | No Hubo |
| 1951      | Justo José de Urquiza Acassuso Brown (A) Deportivo Riestra Flandria Juventud de Bernal Liniers                    | Justo José de Urquiza Brown (A) Deportivo Riestra Juventud de Bernal Central Argentino Acassuso Deportivo Morón Flandria |
| 1952      | No Hubo | No Hubo |
| 1953      | Flandria (Campeón) Justo José de Urquiza (Decisión de AFA) Acassuso (Decisión de AFA) Brown (A) (Decisión de AFA) | No Hubo |
| 1954      | Deportivo Riestra (Campeón)                                                                                       | No Hubo |
| 1955      | Sacachispas (Campeón) Arsenal (Llavallol) (Decisión de AFA)                                                       | No Hubo |
| 1956      | Deportivo Morón (Campeón)                                                                                         | No Hubo |
| 1957      | Almirante Brown (Campeón) Sportivo Palermo (2.º Ascenso)                                                          | Arsenal (Llavallol) |
| 1958      | Leandro N. Alem (Campeón)                                                                                         | Justo José de Urquiza |
| 1959      | Deportivo Español (Campeón)                                                                                       | Estudiantes (C) |
| 1960      | Defensores de Cambaceres (Campeón)                                                                                | Sportivo Palermo |
| 1961      | Deportivo Italiano (Campeón)                                                                                      | Acassuso |

| Temporada | Ascendidos de la Primera de Aficionados | Descendidos de la Segunda de Ascenso                       |
| --------- | --- | ---------------------------------------------------------- |
| 1962      | Villa Dálmine (Campeón) | Brown de Adrogué Sacachispas Tiro Federal                  |
| 1963      | Arsenal (Campeón) | No Hubo                                                    |
| 1964      | Luján (Campeón) Estudiantes (C) (Reestructuración) Justo José de Urquiza (Reestructuración) Fénix (Reestructuración) Comunicaciones (Reestructuración) Porteño AC (Reestructuración) Sacachispas (Reestructuración) Brown (A) (Reestructuración) Sportivo Palermo (Reestructuración) | No Hubo                                                    |
| 1965      | Arsenal (Llavallol) (Campeón) | No Hubo                                                    |
| 1966      | General Mitre (Campeón) | No Hubo                                                    |
| 1967      | Luz y Fuerza (Campeón) | Porteño A.C. Luján Sacachispas                             |
| 1968      | Macabi (Campeón) | Macabi                                                     |
| 1969      | Ferrocarril Midland (Campeón) | No Hubo                                                    |
| 1970      | Defensores Unidos (Ganador Reclasificatorio) | Barracas Central Defensores de Cambaceres Sportivo Palermo |
| 1971      | Defensores de Almagro (Campeón) | Defensores de Almagro Liniers                              |
| 1972      | Acassuso (Campeón) Central Argentino (Segundo lugar) | Acassuso Leandro N. Alem                                   |
| 1973      | Deportivo Armenio (Campeón) Liniers (Segundo lugar) | No Hubo                                                    |

| Temporada | Ascendidos de la Primera División D                            | Descendidos de la Primera División C |
| --------- | -------------------------------------------------------------- | --- |
| 1974      | Luján (Campeón) Villa San Carlos (Segundo lugar)               | No Hubo |
| 1975      | Barracas Central (Campeón) Victoriano Arenas (Segundo lugar)   | No Hubo |
| 1976      | Tristán Suárez (Campeón) Deportivo Merlo (Segundo lugar)       | Brown (A) Ferrocarril Midland |
| 1977      | Defensores de Cambaceres (Campeón) Berazategui (Segundo lugar) | Justo José de Urquiza Victoriano Arenas Villa San Carlos |
| 1978      | General Lamadrid (Campeón)                                     | Fénix Liniers |
| 1979      | Piraña (Campeón)                                               | Piraña |
| 1980      | San Miguel (Campeón)                                           | Barracas Central |
| 1981      | Brown (A) (Campeón)                                            | Brown (A) Deportivo Riestra |
| 1982      | Barracas Central (Campeón) Deportivo Muñiz (Segundo lugar)     | General Lamadrid Luján |
| 1983      | Defensa y Justicia (Campeón) Ituzaingó (Segundo lugar)         | Defensores de Cambaceres Dock Sud |
| 1984      | San Martín (B) (Campeón) General Lamadrid (Octogonal)          | Deportivo Muñiz General Lamadrid |
| 1985      | Dock Sud (Campeón) Defensores de Cambaceres (Octogonal)        | Barracas Central San Martín (B) |
| 1986      | Argentino (M) (Campeón) Leandro N. Alem (Octogonal)            | Argentino (M) (Reestructuración) Argentino de Quilmes (Reestructuración) Central Córdoba (Rosario) (Reestructuración) Colegiales (Reestructuración) Defensores de Cambaceres (Reestructuración) Defensores Unidos (Reestructuración) Excursionistas (Reestructuración) Flandria (Reestructuración) Ituzaingó (Reestructuración) Leandro N. Alem (Reestructuración) San Telmo (Reestructuración) Sarmiento (Junín) (Reestructuración) Talleres (Remedios de Escalada) (Reestructuración) Tristán Suárez (Reestructuración) |

#### Primera B y la incorporación de los clubes indirectamente afiliados
En 1985 se dispuso una nueva reorganización del fútbol argentino, que incluyó la disputa de las temporadas con el sistema europeo y la incorporación de un nuevo torneo, llamado Nacional B, que constituyó, a partir de allí, segunda categoría, y estableció la incorporación al sistema de ascensos y descensos de los clubes del interior que están indirectamente afiliados a la AFA mediante la creación de una nueva tercera categoría para estos de manera exclusiva, el Torneo del Interior. Consecuentemente, la Primera B pasó a ocupar la tercera categoría para los directamente afiliados a la AFA. Cabe aclarar que los clubes del interior,  hasta 1995, participaban en el tercer escalafón de la pirámide clasificando de manera directa desde sus ligas regionales, y a los fines estadísticos, la mencionada clasificación, no se contabiliza como movimiento divisional.
| Temporada | Ascendidos de la Primera C                                                                                      | Descendidos de la Primera B                 |
| --------- | --- | ------------------------------------------- |
| 1986/87   | No Hubo | Comunicaciones Dock Sud                     |
| 1987/88   | Deportivo Laferrere (Campeón) Talleres de Remedios de Escalada (Ganador Torneo Reducido)                        | Berazategui                                 |
| 1988/89   | Central Córdoba (Campeón) Defensores Unidos (Ganador Torneo Reducido)                                           | Argentino de Rosario Defensores Unidos      |
| 1989/90   | Argentino de Quilmes (Campeón) Ituzaingó (Ganador Reclasificatorio)                                             | Argentino de Quilmes Defensores de Belgrano |
| 1990/91   | Berazategui (Campeón) Argentino de Rosario (Ganador Torneo Reducido)                                            | Berazategui                                 |
| 1991/92   | Defensores de Cambaceres (Campeón) Sarmiento (J) (Ganador Reclasificatorio) Luján (Ganador Torneo Reducido)     | No hubo                                     |
| 1992/93   | Defensores de Belgrano (Campeón) Dock Sud (Ganador Torneo Reducido) Comunicaciones (Ganador Torneo Permanencia) | Comunicaciones Luján                        |
| 1993/94   | Colegiales (Campeón) Argentino de Quilmes (Ganador Torneo Reducido)                                             | Deportivo Merlo Villa Dálmine               |
| 1994/95   | Defensores Unidos (Campeón Temporada) Excursionistas (Ganador Torneo Reducido)                                  | Excusionistas Ituzaingó                     |

| Temporada             | Ascendidos de la Primera C | Descendidos de la Primera B          | Ascendidos del Torneo Argentino B | Descendidos del Torneo Argentino A                                                                 |
| --------------------- | --- | ------------------------------------ | --- | -------------------------------------------------------------------------------------------------- |
| PB 1995/96 TI 1995/96 | Temperley (Campeón Temporada) Tristán Suárez (Ganador Torneo Reducido) | Colegiales Defensores de Cambaceres  | No Hubo | Andino (LR) Estación Quequén Guaraní Antonio Franco Deportivo Roca Villa Cubas                     |
| PB 1996/97 AA 1996/97 | Atlético Campana (Campeón Temporada) Leandro N. Alem (Ganador Torneo Reducido) Colegiales (Para cubrir plazas) Ferrocarril Midland (Para cubrir plazas) San Telmo (Para cubrir plazas) | Atlético Campana Ferrocarril Midland | Almirante Brown (Arr) (Ganador G2) | Alvarado CAI Central Norte Germinal Grupo Universitario San Martín (F) Desamparados Unión Santiago |
| PB 1997/98 AA 1997/98 | Berazategui (Campeón Temporada) Brown de Adrogué (Ganador Torneo Reducido) | Colegiales Defensores Unidos         | Ben Hur (Ganador GA) San Martín (MC) (Ganador GB) | Concepción FC Deportivo Patagones                                                                  |
| PB 1998/99 AA 1998/99 | Flandria (Campeón Temporada) General Lamadrid (Ganador Torneo Reducido) | Dock Sud Deportivo Laferrere         | Barraca (Ganador GA) Central Córdoba (SdE) (Ganador GB) Ñuñorco (Reclasificatorio) | Central Córdoba (SdE) San Martín (MC)                                                              |
| PB 1999/00 AA 1999/00 | Defensores de Cambaceres (Campeón Temporada) Colegiales (Ganador Torneo Reducido) | Leandro N. Alem Gral. Lamadrid       | Huracán (TA) (Ganador G2) Tiro Federal (R) (2.º G1) CAI (2.º G2) 13 de junio (Reclasificatorio) | Estudiantes (RC)                                                                                   |
| PB 2000/01 AA 2000/01 | Deportivo Merlo (Campeón) | Berazategui Colegiales               | Chacras (Campeón) Liniers (BB) (Subcampeón) | Barraca Liniers (BB) General Belgrano (SR)                                                         |
| PB 2001/02 AA 2001/02 | Ituzaingó (Ganador Decagonal y campeón) | Deportivo Merlo Ituzaingó            | Juventud Unida Universitario (Ganador GA) 9 de julio (R) (Ganador GB) Estudiantes (RC) (Promoción) | Cultural Argentino Huracán Corrientes Huracán (SR) Patronato                                       |
| PB 2002/03 AA 2002/03 | Deportivo Laferrere (Campeón) | Argentino de Rosario San Miguel      | Independiente Villa Obrera (Ganador GA) Talleres (P) (Ganador GB) | 9 de julio (R) Estudiantes (RC) Juventud Alianza Independiente Villa Obrera                        |
| PB 2003/04 AA 2003/04 | Colegiales (Campeón) | Argentino de Quilmes Colegiales      | Guillermo Brown (PM) (Ganador GA) La Florida (T) (Ganador GB) Unión (S) (Promoción) Gimnasia y Esgrima (M) (Promoción) | Gimnasia y Esgrima (M) Almirante Brown (A)                                                         |
| PB 2004/05 AA 2004/05 | Argentino de Rosario (Campeón) | Argentino de Rosario                 | Candelaria (Ganador Fase final) Sportivo Desamparados (Ganador Fase final) Rosario Puerto Belgrano (Promoción) | Gimnasia y Tiro (S) Rosario Puerto Belgrano                                                        |
| PB 2005/06 AA 2005/06 | Comunicaciones (Campeón) | Deportivo Laferrere                  | San Martín (T) (Ganador Fase final) La Plata Fútbol Club (Ganador Fase final) Huracán (CR) (Reestructuración) Juventud (P) (Reestructuración) Crucero del Norte (Reestructuración) Sportivo Patria (Reestructuración) Juventud (P) (Reestructuración) | Huracán (CR) Ñuñorco Cipolletti Racing (O) Candelaria General Paz Juniors                          |
| PB 2006/07 AA 2006/07 | Deportivo Merlo (Campeón) | El Porvenir                          | Central Norte (S) (Ganador Fase final) Gimnasia y Esgrima (M) (Ganador Fase final) Santamarina (Ganador Fase final) Alumni (VM) (Promoción) Real Arroyo Seco (Promoción) Rivadavia (L) (Promoción)                                                    | Douglas Haig San Martín (M) Central Norte                                                          |
| PB 2007/08 AA 2007/08 | Acassuso (Campeón) | Defensores de Cambaceres             | Cipolletti (Ganador Fase final) Libertad (Ganador Fase final) Boca Unidos (Ganador Fase final) | La Florida Sportivo Patria La Plata Luján de Cuyo                                                  |
| PB 2008/09 AA 2008/09 | Colegiales (Campeón) | Talleres de Remedios de Escalada     | Patronato (Ganador Fase final) Deportivo Maipú (Ganador Fase final) Central Córdoba (SdE) (Promoción) Alvarado (Promoción) | Talleres (P) Real Arroyo Seco Gimnasia y Esgrima (M) Alvarado                                      |
| PB 2009/10 AA 2009/10 | Villa San Carlos (Campeón) | Central Córdoba                      | Estudiantes (RC) (Ganador Fase final) Unión (MdP) (Ganador Fase final) Crucero del Norte (Promoción) Sportivo Belgrano (Promoción) | Ben Hur Juventud (P)                                                                               |
| PB 2010/11 AA 2010/11 | Barracas Central (Campeón) | Deportivo Español                    | Douglas Haig (Ganador Pent. A) Central Norte (Ganador Pent. B) | Villa Mitre 9 de julio (R) Estudiantes (RC)                                                        |
| PB 2011/12 AA 2011/12 | General Lamadrid (Campeón) | General Lamadrid Sportivo Italiano   | Gimnasia y Tiro (S) (Ganador Fase final) Racing (O) (Ganador Fase final) Defensores de Belgrano (VR) (Promoción) | Unión (S) Huracán (TA) C.A.I.                                                                      |
| PB 2012/13 AA 2012/13 | Villa Dálmine (Campeón) Central Córdoba (Promoción) | San Telmo Central Córdoba            | Alvarado (Ganador Fase final) Guaraní Antonio Franco (Ganador Fase final) San Jorge (T) (Promoción) | Desamparados Racing (C) Alumni (VM)                                                                |
| PB 2013/14 AA 2013/14 | UAI Urquiza (Campeón) Fénix (Ganador Torneo Reducido) | Flandria Defensores de Belgrano      | Sp. Estudiantes (SL) (Ganador Fase final) Chaco For Ever (Ganador Fase final) CAI (Ganador Fase final) Juventud Unida (G) (Ganador Torneo Reducido)                                                                                                   | Rivadavia (L) Racing (O) Central Norte (S)                                                         |

| Temporada             | Ascendidos de la Primera C                                                                                    | Descendidos de la Primera B       | Ascendidos del Torneo Federal B | Descendidos del Torneo Federal A |
| --------------------- | --- | --------------------------------- | --- | --- |
| PB 2014 FA 2014       | Sportivo Italiano (Campeón) Deportivo Español (Ganador Torneo Reducido)                                       | No hubo                           | Deportivo Madryn (Ganador Fase final) Atlético Paraná (Ganador Fase final) Gimnasia y Esgrima (M) (Ganador Fase final) | No hubo |
| PB 2015 FA 2015       | Defensores de Belgrano (Ganador Zona A) Flandria (Ganador Zona B) Deportivo Riestra (Ganador Torneo Reducido) | Sportivo Italiano Deportivo Merlo | Tiro Federal (BB) (Ganador Fase final) Unión (S) (Ganador Fase final) Sportivo Las Parejas (Ganador Fase final) Vélez Sarsfield (SR) (Ganador Fase final) Concepción FC (Ganador Fase final) 9 de julio (M) (Ganador Fase final) Gutiérrez SC (Ganador Fase final) | Alianza de Cutral Có Américo Tesorieri (LR) Andino CAI Independiente de Chivilcoy Textil Mandiyú Tiro Federal (R) Vélez Sarsfield (SR) |
| PB 2016 FA 2016       | San Telmo (Campeón) Talleres (RdE) (Ganador Torneo Reducido)                                                  | Deportivo Armenio                 | Villa Mitre (Ganador Fase final) Def. de Pronunciamiento (Ganador Fase final) Güemes (SdE) (Ganador Fase final) | Tiro Federal (BB) Güemes (SdE) |
| PB 2016-17 FA 2016-17 | Excursionistas (Campeón)                                                                                      | Excursionistas                    | Desamparados (Ganador Fase final) Rivadavia (L) (Ganador Fase final) Agropecuario (Ganador Torneo Reducido) | Belgrano (LP) Concepción (T) Sol de América (F)                                                                                        |
| PB 2017-18 FA 2017-18 | Sacachispas (Campeón) San Miguel (Ganador Torneo Reducido)                                                    | Villa San Carlos                  | Sansinena (Ganador Fase final) Estudiantes (RC) (Ganador Fase final) Textil Mandiyú (Ganador Fase final) Huracán (Las Heras) (Ganador Fase final) | Unión (VK) Sportivo Patria Deportivo Mandiyú Unión Aconquija Rivadavia (L) Gutiérrez SC Libertad (S) Guaraní Antonio Franco            |
| PB 2018-19 FA 2018-19 | Defensores Unidos (Campeón) J. J. de Urquiza (Ganador Torneo Reducido)                                        | Deportivo Español                 | Sol de Mayo (Ganador Fase final) Deportivo Camioneros (Ganador Fase final) Racing (C) (Ganador Fase final) San Martín (F) (Ganador Fase final) | Altos Hornos Zapla Paraná General Roca Gimnasia y Tiro Independiente (N) Juventud Antoniana Racing (C) San Jorge San Lorenzo de Alem   |

| Temporada             | Ascendidos de la Primera C                                                                                        | Descendidos de la Primera B | Ascendidos del Torneo Regional Federal Amateur | Descendidos del Torneo Federal A                                     |
| --------------------- | --- | --------------------------- | --- | -------------------------------------------------------------------- |
| PB 2019-20 FA 2019-20 | Argentino de Quilmes (Campeón) Deportivo Armenio (Subcampeón) Villa San Carlos (Ganador Torneo Reducido)          | No hubo                     | Círculo Deportivo (Ganador Fase final) Sportivo Peñarol (C) (Ganador Fase final) Central Norte (S) (Ganador Fase final) Güemes (SdE) (Ganador Fase final)                                                        | No hubo                                                              |
| PB 2020 FA 2020       | No hubo | No hubo                     | No hubo | No hubo                                                              |
| PB 2021 FA 2021       | Cañuelas (Campeón) Deportivo Merlo (Ganador Torneo Reducido)                                                      | No hubo                     | Racing (C) (Ganador Fase final) Gimnasia y Tiro (S) (Ganador Fase final) Independiente (C) (Ganador Fase final) Ciudad de Bolívar (Ganador Fase final)                                                           | No hubo                                                              |
| PB 2022 FA 2022       | Dock Sud (Campeón) Ituzaingó (Ganador Torneo Reducido)                                                            | J. J. de Urquiza            | Argentino (MM) (Ganador Fase final) Atlético Paraná (Ganador Fase final) Juventud Antoniana (Ganador Fase final) Liniers (BB)] (Ganador Fase final)                                                              | Atlético Paraná Deportivo Camioneros Desamparados Juventud Unida (G) |
| PB 2023 FA 2023       | Argentino (M) (Campeón)                                                                                           | Ituzaingó                   | 9 de Julio (R) (Ganador Fase final) Atenas (RC) (Ganador Fase final) El Linqueño (Ganador Fase final) Germinal (Ganador Fase final) San Martín (SM) (Ganador Fase final) Sol de América (F) (Ganador Fase final) | Liniers (BB) Sportivo Peñarol (C)                                    |
| PB 2024 FA 2024       | Excursionistas (Campeón) San Martín (B) (Subcampeón) Deportivo Laferrere (Tercero) Ferrocarril Midland (Reducido) |                             | Deportivo Rincón Kimberley Gutiérrez Sarmiento (LB) Deportivo Camioneros | Sansinena                                                            |